# Silvana Comaroli
Silvana Andreina Comaroli (Soncino, 27 marzo 1967) è una politica italiana della Lega Nord.

## Biografia
Dopo la laurea in Economia e commercio, diventa responsabile amministrativo.
Iscritta alla Lega Nord, è stata consigliere comunale a Soncino dal 1996 al 2000 e dal 2005 al 2010.
Dopo gli insuccessi alle elezioni europee del 2004 (candidata nella circoscrizione Italia nord-occidentale, ottiene 1.125 preferenze) e alle politiche del 2001 e del 2006 (in entrambi i casi candidata alla Camera dei Deputati nella circoscrizione Lombardia 3), è eletta deputata della Lega nel 2008 nella circoscrizione Lombardia 2. 
Alle elezioni politiche del 2013 è eletta senatrice nella circoscrizione Lombardia, per poi tornare alla Camera cinque anni dopo in seguito alla vittoria nel collegio uninominale Lombardia 4 - 04 (Cremona), ottenendo il 50,01% a fronte del 23,45% di Alessia Manfredini (centrosinistra) e del 20,41% di Christian Di Feo (M5S).
Alle elezioni politiche del 2022 viene candidata alla Camera per la coalizione di centrodestra nel collegio uninominale Lombardia 4 - 03 (Cremona) e come capolista della Lega nei collegi plurinominali Lombardia 4 - 01 e Piemonte 1 - 02, risultando eletta all'uninominale con il 55,90%, superando Giorgio Pagliari del centrosinistra (24,88%) e Gabriel Fomiatti di Azione - Italia Viva (7,58%).